# Wladislaw Jewgenjewitsch Namestnikow
Wladislaw Jewgenjewitsch Namestnikow (russisch Владислав Евгеньевич Наместников; englische Transkription: Vladislav Yevgenievich Namestnikov; * 22. November 1992 in Woskressensk) ist ein russischer Eishockeyspieler, der seit März 2023 bei den Winnipeg Jets aus der National Hockey League (NHL) unter Vertrag steht. Zuvor war der Center in der NHL bereits zweimal für die Tampa Bay Lightning sowie die New York Rangers, Ottawa Senators, Colorado Avalanche, Detroit Red Wings und Dallas Stars aktiv.

## Karriere

### Jugend
Namestnikow begann seine Karriere bei Chimik Woskressensk, wo er in der Saison 2009/10 erstmals zu Einsätzen für deren Profimannschaft in der zweitklassigen Wysschaja Liga kam. Beim CHL Import Draft 2010 wurde er in der ersten Runde an 20. Position von den London Knights aus der Ontario Hockey League (OHL) ausgewählt. Der Spieler entschied sich für einen Wechsel nach Nordamerika und kam in der Folge in allen 68 Partien der Knights in der OHL-Saison 2010/11 zum Einsatz; dabei gelangen ihm 30 Tore und insgesamt 68 Scorerpunkte. Beim Entry Draft 2011 der National Hockey League (NHL) wurde Wladislaw Namestnikow in der ersten Runde als 27. Spieler von den Tampa Bay Lightning selektiert. Parallel dazu wurde Namestnikow auch beim KHL Junior Draft 2011 von Torpedo Nischni Nowgorod ausgewählt; das Team, für das bereits sein Vater Jewgeni Namestnikow aktiv war. Wladislaw bezeichnete die Wahl Torpedos als egal und dass er nicht nach Russland zurückkehren werde.
Im Anschluss an den Draft nahm der Center an der Saisonvorbereitung der Lightning teil, wurde jedoch nicht für den NHL-Kader nominiert und zur weiteren Entwicklung zurück zu den London Knights in die Ontario Hockey League geschickt. Bei den Knights konnte Namestnikow an seine Punktequote aus der Vorsaison anschließen und in der OHL-Saison 2011/12 in 63 absolvierten Partien 71 Scorerpunkte erzielen. In den OHL-Play-offs 2012 setzte er sich mit seiner Mannschaft im Finale gegen die Niagara IceDogs durch und gewann den J. Ross Robertson Cup. Zusätzlich erspielten sich die London Knights durch den Erfolg im OHL-Finale eine Teilnahme am Memorial Cup 2012.

### NHL
In der folgenden Spielzeit hatte Namestnikow für Tampa Bays Farmteam Syracuse Crunch in der American Hockey League (AHL) seine ersten Einsätze als Profi. In der AHL-Saison 2012/13 kam er in 44 Partien für die Crunch zum Einsatz und erzielte dabei 21 Scorerpunkte. In den AHL-Play-offs 2013 erreichte Syracuse das Finale um den Calder Cup, unterlag dort aber den Grand Rapids Griffins. Im Februar 2014 gab er beim 4:2-Sieg gegen die Detroit Red Wings sein Debüt in der höchsten Spielklasse Nordamerikas und absolvierte daraufhin vier weitere Spiele für die Bolts. Anschließend wurde er wieder in den Kader von Syracuse versetzt und beendete die Saison in der AHL mit 48 Scorerpunkten aus 56 Partien. Weiterhin nahm er im Januar 2015 für die Mannschaft der Eastern Conference am AHL All-Star-Game teil.
In der Saisonvorbereitung zur Saison 2014/15 konnte sich der Angreifer für den NHL-Kader empfehlen und startete die Spielzeit bei den Lightning. Obwohl er auf der Position des rechten Flügels eingesetzt wurde, konnte er erstmals sein Offensivpotenzial auf höherem Niveau zeigen und erzielte im Oktober 2015 beim Spiel gegen die Canadiens de Montréal sein erstes Tor im Trikot in der NHL. Von Dezember 2014 bis März 2015 wurde Namestnikow erneut bei Syracuse in der AHL eingesetzt, bevor man ihn  wieder nach Tampa Bay beorderte. In den Play-offs verzeichnete er in 12 Partien lediglich einen Scorerpunkt und unterlag mit seiner Mannschaft im Stanley Cup Finale gegen die Chicago Blackhawks. Im Juli 2015 verlängerte er seinen Vertrag bei den Lightning um ein weiteres Jahr und ist in der Saison 2015/16 erneut fester Bestandteil des Kaders in Tampa Bay. Beim 5:4-Sieg gegen die Pittsburgh Penguins im Januar 2016 erzielte der Linksschütze den ersten Hattrick seiner NHL-Karriere.
Nach knapp sechs Jahren in der Organisation der Lightning wurde Namestnikow im Februar 2018 zur Trade Deadline an die New York Rangers abgegeben. Mit ihm erhielt New York die Nachwuchsspieler Libor Hájek und Brett Howden, ein Erstrunden-Wahlrecht für den NHL Entry Draft 2018 sowie ein weiteres Zweitrunden-Wahlrecht. Aus Letzterem sollte eines für die erste Draftrunde werden, sofern die Lightning in den nächsten zwei Jahren den Stanley Cup gewinnen; dies geschah in der Folge nicht. Im Gegenzug erhielt Tampa Ryan McDonagh und J. T. Miller.
In New York war Namestnikow in der Folge knapp eineinhalb Jahre aktiv, ehe er von den Rangers im Oktober 2019 an die Ottawa Senators abgegeben wurde. Dafür wechselten Nick Ebert und ein Viertrunden-Wahlrecht im NHL Entry Draft 2021 zu den Broadway Blueshirts. Bei den Senators spielte der Russe nur ein knappes halbes Jahr, bevor er zur Trade Deadline im Februar 2020, abermals im Tausch für ein Viertrunden-Wahlrecht im NHL Entry Draft 2021, zur Colorado Avalanche wechselte. Dort beendete er die Saison, ehe er sich im Oktober gleichen Jahres als Free Agent den Detroit Red Wings anschloss. Die Red Wings wiederum transferierten ihn zur Trade Deadline im März 2022 zu den Dallas Stars, übernahmen dabei weiterhin die Hälfte seines Gehalts und erhielten im Gegenzug ein Viertrunden-Wahlrecht im NHL Entry Draft 2024. In Dallas beendete der Russe die Saison 2021/22 und kehrte anschließend im Juli 2022 als Free Agent zu den Tampa Bay Lightning zurück, wo er einen mit 2,5 Millionen US-Dollar dotierten Einjahresvertrag erhielt. Kurz vor dem Ende des Vertragsjahrs wurde der Russe im Tausch für Michael Eyssimont zu den San Jose Sharks transferiert, während Tampa weiterhin die Hälfte seines Salärs bezahlte. Ohne jedoch eine Partie für die Kalifornier zu bestreiten, wurde Namestnikow nur zwei Tage später im Tausch für ein Viertrunden-Wahlrecht im NHL Entry Draft 2025 an die Winnipeg Jets weitergegeben.

### International
Wladislaw Namestnikow vertrat sein Heimatland mit der russischen Nationalmannschaft erstmals beim Ivan Hlinka Memorial Tournament 2009 und belegte dabei mit seinem Team den fünften Platz. Den nächsten internationalen Einsatz hatte er bei der World U-17 Hockey Challenge 2009, bei dem sich die Russen auf dem siebten Platz platzierten. Die Eishockey-Weltmeisterschaft der U18-Junioren 2010 beendete Namestnikow mit der russischen Auswahl auf dem vierten Platz und verpasste dadurch erneut die Medaillenränge.
Im Senioren-Bereich debütierte er für Russland beim World Cup of Hockey 2016 und belegte dabei mit dem Team den vierten Platz.

## Erfolge und Auszeichnungen
- 2011 Teilnahme am CHL Top Prospects Game
- 2012 J.-Ross-Robertson-Cup-Gewinn mit den London Knights
- 2015 Teilnahme am AHL All-Star Classic

### International
- 2017 Bronzemedaille bei der Weltmeisterschaft

## Karrierestatistik
Stand: Ende der Saison 2024/25

### International
Vertrat Russland bei:
| - World U-17 Hockey Challenge 2009 - Ivan Hlinka Memorial Tournament 2009 - U18-Junioren-Weltmeisterschaft 2010 | - World Cup of Hockey 2016 - Weltmeisterschaft 2017 |

(Legende zur Spielerstatistik: Sp oder GP = absolvierte Spiele; T oder G = erzielte Tore; V oder A = erzielte Assists; Pkt oder Pts = erzielte Scorerpunkte; SM oder PIM = erhaltene Strafminuten; +/− = Plus/Minus-Bilanz; PP = erzielte Überzahltore; SH = erzielte Unterzahltore; GW = erzielte Siegtore; 1 Play-downs/Relegation; Kursiv: Statistik nicht vollständig)

## Familie
Namestnikows Familie ist stark im Eishockey verwurzelt. Sein Vater Jewgeni war ebenfalls professioneller Eishockeyspieler und ist seit 2010 als Trainer tätig. Während seiner aktiven Karriere war er unter anderem in der National Hockey League für die Vancouver Canucks, New York Islanders und Nashville Predators aktiv. Seine Onkel sind Wjatscheslaw Koslow und Iwan Nowosselzew.